# Scaliola arenosa
Scaliola arenosa là một loài ốc biển, là động vật thân mềm chân bụng sống ở biển thuộc họ Scaliolidae.